# Joseph Pamplany
Joseph Pamplany (ur. 11 grudnia 1969 w Charal) – indyjski duchowny syromalabarski, w latach 2017–2022 biskup pomocniczy Tellicherry, arcybiskup Tellicherry od 2022.

## Życiorys
Święcenia kapłańskie otrzymał 30 grudnia 1997 i został inkardynowany do archieparchii Tellicherry. Po kilkuletnim stażu wikariuszowskim został wysłany do Belgii na studia doktoranckie z teologii biblijnej. Po powrocie do kraju został dyrektorem Apostolatu Biblijnego, wykładał także na wielu indyjskich uczelniach. Jest założycielem Alpha Institute of Theology.
1 września 2017 papież Franciszek zatwierdził jego wybór na eparchę pomocniczego Tellicherry i przydzielił mu biskupią stolicę tytularną Numluli. Chirotonii biskupiej udzielił mu 8 listopada 2017 abp George Njaralakatt.
15 stycznia 2022 został mianowany archieparchą Tellicherry, zaś 20 kwietnia 2022 odbył się jego ingres do katedry św. Józefa w Thalassery w obecności arcybiskupa większego George'a Alencherry'ego.